# Бочіка

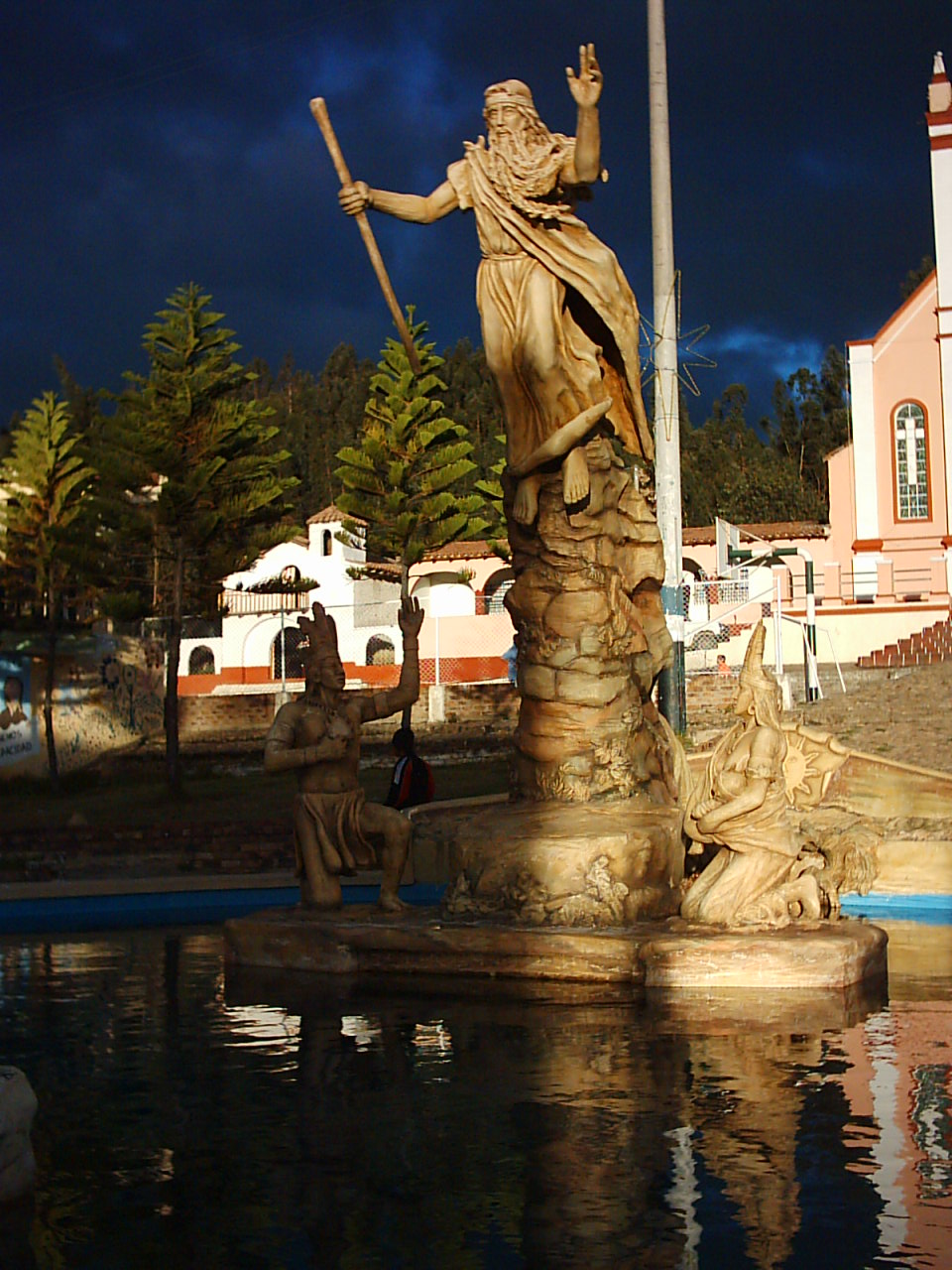
Бочіка

Бочіка (Bozica) — один з важливіших членів пантеону богів й культових героїв міфології чибча-муїска. Його уособленнями були боги Нентерекетеба, Суа, Чімісапагуа, Садігуа, Сугунсуа, Сугумонше.

## Опис
Описується чоловік великого зросту, середнього віку, довгою бородою до поясу, білявий, зі стрічкою на лобі, ціпком або жезлом у руці.

## Міфи
Дослідники порівнюють його значення в чибча з Кецалькоатлем у народів Месоамерики, Віракочою — в інків, Великим Маніту — у північноамериканських індіанців. Бочіка теж несподівано з'явився зі Сходу як посланець бога-творця Чимінігагуа. Навчав чибча мистецтв, ремесел, землеробства. Міфи та легенди, що оповідають про діла та звитяги Бочіки, в яких він постає перед людьми то богом, жерцем, володарем, мудрими наставником.
Відповідно до міфу, богиня Бачуе вийшла з вод озера Ігуака разом з трирічним хлопчиком. Як тільки цей хлопчик став повнолітнім, вони з Бачуе одружилися, проте їх нащадки відмовилися вірити в богів. Це розгнівало бога Чібчачума, посланого небом для підтримки чибча-муїска, і він влаштував велику повінь. Багато потонули, а ті, кому вдалося врятуватися на вершинах найвищих гір, молили богів про милість. Тоді-то і з'явився на землі чибча Бочіка. Він постав перед уцілілими людьми верхи на веселці, із золотим жезлом у руках. За помахом його руки розкрилася горловина водоспаду Текендама, і з висоти 130 метрів води з долини Боготи кинулися в річку Магдалена. Потім він вступив в герць з мстивим Чібчачумом, переміг його і змусив тримати на своїх плечах землю, яка раніше лежала на деревах гуайяко.

## Культ
Після усіх звитяг Бочіка раптово зник у селі Іза (держава Сігамосо, сучасна Колумбія). Тривалий час Іза було місцем паломництва, де начебто зберігся відбиток ноги Бочіка. За часів іспанських колонізаторів усі предмети та місця в Ізі, пов'язані з Бочікою були знищені. Тому неможливо підтвердити версію щодо існування володаря муїсків з Сігамосо який провів реформи на кшталт Топільцина в тольтеків (його потім також ототожнювали з богом Кецалькоатлєм).